# Verdienter Metallarbeiter der Deutschen Demokratischen Republik
Verdienter Metallarbeiter der Deutschen Demokratischen Republik war eine staatliche Auszeichnung  der Deutschen Demokratischen Republik (DDR), welche in Form eines Ehrentitels mit Urkunde und einer tragbaren Medaille verliehen wurde. 

## Beschreibung
Gestiftet wurde der Titel am 30. Januar 1975. Seine Verleihung erfolgte für hervorragende Leistungen im sozialistischen Wettbewerb bei der Lösung volkswirtschaftlicher Aufgaben in der metallverarbeitenden Industrie. Die betraf in erster Linie die Erfüllung hoher Zielstellungen im Jahresplan sowie für ausgezeichnete Leistungen auf wissenschaftlich-technischem Gebiet. Des Weiteren auch für Leistungen bei der Rationalisierung zur Intensivierung des Reproduktionsprozesses und letztendlich auch für langjährige vorbildliche Einsatzbereitschaft in diesem Gebiet. Die Anzahl der Höchstverleihungen war pro Jahr auf 105 Ehrentitel begrenzt.

## Medaille zum Ehrentitel

### Aussehen
Die vergoldete Medaille mit einem Durchmesser von 30 mm zeigt auf ihren Avers den Kopf eines Werktätigen vor mehreren Werkzeugmaschinen sowie die Umschrift: VERDIENTER METALLARBEITER. Das Revers der Medaille zeigt das Staatswappen der DDR.

### Trageweise
Getragen wurde die Medaille auf der linken oberen Brustseite an einem 25 × 14 mm silbergrauen bezogenen Ordensband. Auf ihm sind zwei senkrechte blaue Streifen von 3 mm Breite eingewebt, die 3 mm vom Saum entfernt sind.